# SchwuZ
Das SchwuZ (Abkürzung für ‚SchwulenZentrum‘) wurde 1977 aus der Homosexuellen Aktion Westberlin (HAW) heraus gegründet und wurde zum ersten alternativen Schwulenclub West-Berlins. Im Unterschied zur umfangreichen, teils elitären Schwulenszene Berlins vor 1977 versteckte sich das neugegründete Zentrum nicht und war allen Interessierten frei zugänglich. Motto der Anfangszeit war Raus aus den Klappen, rein in die Straße aus Rosa von Praunheims Film Nicht der Homosexuelle ist pervers, sondern die Situation, in der er lebt, der den Anstoß für die Gründung des SchwuZ gab. Beteiligt waren politisch interessierte Studenten wie Egmont Fassbinder, Michael Ostwald und Elmar Kraushaar. Heute ist das SchwuZ, Deutschlands ältester queerer Club, einer der größten Szene- und Community-Treffpunkte in Berlin und hat regelmäßig Disco-Betrieb.

## Geschichte

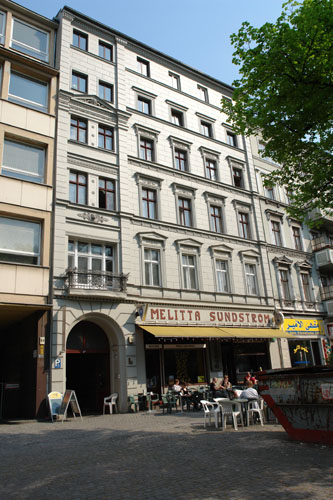
Das Gebäude am ehemaligen Standort Mehringdamm 61

In der aus dem studentischen Milieu gegründeten HAW, die die Abschaffung des damaligen Paragraphen 175 anstrebte, lagen Spaßfraktion und Politikfraktion von Beginn an im Streit. Nach Aktionen wie dem Kiss-In 1974 in der Fußgängerzone Wilmersdorfer Straße erkannten die Beteiligten die politischen Vorteile theorieferner Aktivitäten. Ostern 1975 ging man auf einen traditionellen Spaziergang zur Krummen Lanke. Beteiligt war der Lehrer Rainer Perfölz, dessen Berufsverbot 1974 mit Hinweis auf seine Homosexualität und nach Demonstrationen von Schülern Aufsehen erregt hatte.
Im Jahr 1977 wurde dann die Zeit der theoretischen Strenge durch die Auflösung der HAW beendet und gleichzeitig das SchwulenZentrum in den gleichen Räumlichkeiten gegründet. In einer Fabriketage wurden Kinositze und eine selbst gemauerte Theke installiert. Ein kleinerer Raum wurde in Tante-Magnesia-Raum umbenannt, nach dem Tuntennamen des Sexualwissenschaftlers Magnus Hirschfeld, und mit Matratzen ausgestattet. In den monatlichen Plenarsitzungen ging es neben den politischen Aktivitäten um die Organisation von Veranstaltungen in den Räumlichkeiten. Später gaben Künstler wie Rick Astley, Blondie, Boy George und Erasure Konzerte im SchwuZ.
Das SchwuZ war Kristallisationspunkt für viele Projekte und Aktivitäten wie etwa den ersten Berliner Christopher Street Day 1979 oder die schwule Stadtzeitung Siegessäule. Die Räume dienten vielen Künstlern und Gruppen als Probenräume, so der Teufelsberg Produktion, Die Tödliche Doris, Cora Frost und Rosenstolz. Anfangs war der Zutritt zu den samstäglichen Männerfang-Diskotheken-Veranstaltungen kostenlos, später betrug der Eintritt eine Mark. Unterschiedliche Gruppierungen wie beispielsweise die Hollmannstraße oder eines der schwulen AStA-Referate organisierten Tanzveranstaltungen. Hierdurch bekam das SchwuZ eine zentrale Rolle in der immer enger werdenden Vernetzung der Schwulengruppen Berlins. Später resultierte die Gründung des Treffens Berliner Schwulengruppen aus im SchwuZ entstandenen Kontakten.
Arbeiteten alle Beteiligten anfangs ehrenamtlich, werden seit der Professionalisierung 1999, die mit einer völligen Renovierung der Räume einherging, alle Abendkräfte entlohnt.
Das SchwuZ beteiligte sich an der Aktion „United We Stream“ der Berliner Clubszene, die durch die Maßnahmen gegen die COVID-19-Pandemie massive Einbußen hinnehmen mussten.
Das SchwuZ geriet Ende 2023 in finanzielle Nöte und meldete Ende Juli 2025 wegen drohender Zahlungsunfähigkeit Insolvenz an.

## Räumlichkeiten

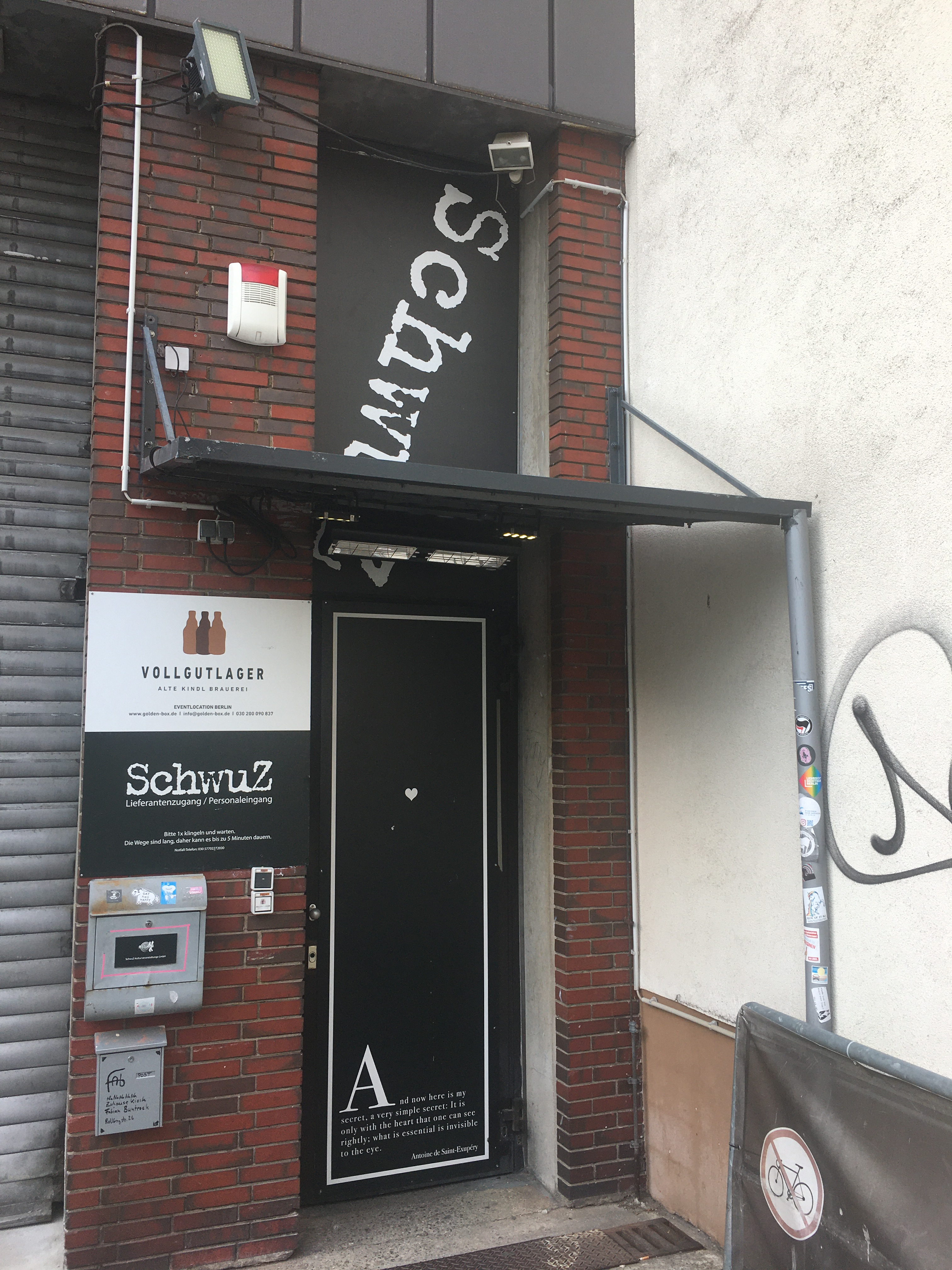
Die neue SchwuZ

Die ersten Räumlichkeiten stellte Rosa von Praunheim zur Verfügung, der zu diesem Zweck eine Etage unter seinem Filmatelier in der Dennewitzstraße angemietet hatte, und legte damit den Grundstein für das SchwuZ. Etwas später zog das SchwuZ in eine Fabriketage in der Schöneberger Kulmer Straße 20a. Im selben Haus befindet sich heute das Theater O-TonArt. 1987 fand der Umzug in die Hasenheide am Südstern statt. Hier ebenfalls in einer Fabriketage in der 4. Etage, zog das SchwuZ im Jahr 1995 in den Keller am Kreuzberger Mehringdamm 61 um. Im selben Gebäude befand sich von 1989 bis 2013 das Schwule Museum und bis 2008 auch die Allgemeine Homosexuelle Arbeitsgemeinschaft (AHA), außerdem ein nach Melitta Sundström benanntes Café, durch welches auch die überwiegende Zeit der Zugang zum SchwuZ führte. Im Herbst 2013 erfolgte der Umzug des SchwuZ in die ehemalige Kindl-Brauerei, Rollbergstraße 26 (Neukölln), direkt angrenzend an den sogenannten Schillerkiez, wo erheblich größere Räumlichkeiten der angewachsenen Besucherzahl gerecht werden sollen. Die erste Party am neuen Ort fand dort am 16. November 2013 statt. Diese Räumlichkeiten dienten unter anderem als Kulisse zum Musikvideo zu … und ich tanz’ (Latches Mix) des Hamburger Sängers Peter Heppner.